# Kultång

Kultång.

Kultång är en gjutform för gjutning av rundkulor för mynningsladdare och tidiga bakladdningsgevär. 

## Källa
1. ↑  ”Nationalencyklopedin”. http://www.ne.se/uppslagsverk/encyklopedi/lång/kultång. Läst 17 februari 2021.